# Simentera
Simentera war eine Weltmusikgruppe von den kapverdischen Inseln. Sie wurde von dem Musiker Mário Lúcio de Sousa 1995 gegründet. Simentera wurde eine der bekanntesten Gruppen des Archipels.
Während die meisten Gruppen der Kap Verden traditionelle Kompositionen mit elektronischen Instrumenten spielten, ging Simentera neue Wege mit akustischen Gitarren. Eine lokale Zeitschrift bezeichnete Simentera daher einmal als „neues Gesicht einer anderen kapverdischen Musik“.
Die Mitglieder der Gruppe stammten aus verschiedenen Berufen. es waren nicht alle ausschließlich Berufsmusiker. Sie waren eine der wenigen kapverdischen Gruppen, die stark mit ihrem Land verbunden waren. Simentera setzte sich für eine Festigung der kapverdischen Identität ein. So wurde ein Verein zur Unterstützung der kapverdischen Musik gegründet. Die Ziele dieses Vereins waren der Aufbau eines kulturellen Zentrums, einer Musikschule für Kinder und eines CD-Ladens, hier wurden kapverdische Künstler fördert. 2004 löste sich die Gruppe durch den Weggang von Mário Lúcio auf. Dieser machte im Anschluss eine Solokarriere und ging außerdem in die kapverdische Politik. Er war von 2011 bis 2016 Kulturminister des Landes.

## Stil
Ausschließlich akustisch instrumentiert, boten die Lieder des im Jahre 2000 erschienenen Albums „Cabo Verde en serenata“ einen gelungenen Einblick in den musikalischen Reichtum der Inselgruppe, der insbesondere durch Coladera, Morna und Funana begründet wird. Daneben gehören auch religiöse Chorgesänge, wie sie von afrikanischen Sklaven praktiziert wurden, zum Repertoire von Simentera. Auch das 2003 erschienene letzte Album der Gruppe schloss an diese Tradition an.

## Diskografie
Alben
- 1995: Raiz (Lusafrica/Sunny Moon)
- 1997: Barro E Voz (Mélodie/Indigo)
- 2000: Cabo Verde En Serenata (Piranha/EFA)
- 2003: Tr'Adictional (Mélodie/Indigo)